# وزير (الدولة العباسية)
الوزير هو أحد كبار مسؤولي الدولة العباسية، وكان نموذجًا تم تقليده على نطاق واسع في العالم الإسلامي. أصبح العديد من الوزراء يتمتعون بسلطة كبيرة، حتى في بعض الأحيان طغت على الخلفاء العباسيين واستخدمتهم كدمى. وكان غالبية الوزراء من أصول غير عربية، وكان العديد منهم أيضًا رعاة بارزين للشعراء والعلماء، وقاموا برعاية حركة الترجمة بالإضافة إلى الأعمال الدينية.